# Концерт для фортепіано з оркестром № 2 (Барток)
Концерт для фортепіано з оркестром № 2 Бели Бартока написаний в 1930–1931 роках. Вперше виконаний 23 січня 1933 року у Франкфурті-на-Майні оркестром Франкфуртського радіо під орудою Ганса Росбауда. Це був останній виступ Бартока у Німеччині, яка згодом стала нацистською.
Концерт складається з трьох частин:
1. Allegro
2. Adagio—Presto—Più adagio
3. Allegro molto

В перший частині відчуваються впливи балетів «Петрушка» і «Жар-птиця» Стравінського, що проявляється в збільшенні ролі духових та мідних в оркестрі і у швидкій та уривчастій партії фортепіано. Друга частина написана Бартоком у манері, що іноді називають «нічною музикою» (англ. night music) — їй властиві довгі педальні звуки у струнних, на тлі яких розгортається фортепіанна партія, трактування фортепіано при цьому наближається до ударної групи. Третя частина — вільні варіації.
Концерт був записаний багатьма піаністами, зокрема Мауріціо Полліні у супроводі Чиказького симфонічного оркестру під орудою Клаудіо Аббадо.